# Őrsy László
Őrsy László (Pusztaegres, 1921. július 30. – Amerikai Egyesült Államok, 2025. április 3.) magyar származású amerikai jezsuita, egyháztudós.

## Fiatalkora
Őrsy László atya 1921. július 30-án született a Fejér vármegyei Pusztaegresen. Középiskolai tanulmányait Székesfehérváron végezte, majd beiratkozott a Pázmány Péter Katolikus Egyetem jogi karára.
1943-ban csatlakozott a Jézus Társasága katolikus szerzetesrendhez, Budapesten. 1951-ben szentelték pappá a belgiumi Leuvenben.

## Tanulmányai
László atya 1948-ban filozófiából szerzett oklevelet a római Gergely Egyetemen, majd 1952-ben a Leuveni Katolikus Egyetem jezsuita főiskoláján megszerezte a teológiai végzettségét. Öt évvel később kánonjogból doktorált a Gergely Egyetemen. 1960-ban mesterdiplomát szerzett polgári jogi szakon az Oxfordi Egyetemen.

## Írói karrier
Több száz folyóiratcikk és kilenc könyv köthető László atya nevéhez. Legfőbb témájának a II. vatikáni zsinat tanításainak elemzése, elmélyítése tekinthető. Műveiben választ próbál keresni a történelmi zsinat utáni Egyház kérdéseire. A globalizáció, mint kihívás mellett a szerzetesi élet, keresztény erkölcstan, a bűnbánat és házasság szentségének témája kap nagy szerepet műveiben. Ezen felül írt a teológiáról és a kánonjogról is. 
Angol nyelvű könyvei között megtalálhatjuk a Marriage in Canon Law (1986), The Church: Learning and Teaching (1987), Theology and Canon Law: New Horizons for Legislation and Interpretation (1992) című műveket.
Őrsy atya a mai napig aktív írói munkát végez, magyarul is jelentek meg kötetei. A legutóbbi két műve, az Életerős zsinat (2017) és A Lélek terében (2020), a II. vatikáni zsinat gyakorlati megvalósításait tárgyalja.

## Tanítás
Kezdetben a kánonjog professzora volt az Amerikai Katolikus Egyetem Kánonjogi Karán. Ezen kívül tanított kánonjogot a római Gergely Egyetemen, a Fordham Egyetemen, a Fribourg Egyetemen, Svájcban, a Saint Paul Egyetemen, Ottawában, és a Georgetown Egyetem Jogi Központjában. Rendszeres vendégelőadója a a Georgetown Egyetem Jogi Központjának, ahol római jogot, jogfilozófiát, kánonjogot ad elő.
1999-ben párbeszédet folytatott Joseph Ratzingerrel, akkori bíborossal s a későbbi XVI. Benedek pápával az Ad Tuendam Fidem apostoli levélről.

## Magyarul megjelent művei
- Úttalan utak Ura; ford. Sántha Máté, közrem. Ujváry Julianna; Prugg, Eisenstadt, 1971
- Boldogok a keresők. Elmélkedések a keresztény életről és erkölcsről a bűnről és irgalomról és más titkokról; Prugg, Eisenstadt, 1976
- Egyházjog és teológia; Tip. Detti, Róma, 1977 (Teológiai kiskönyvtár)
- A Lélekre nyitottan. Szerzetesélet a II. Vatikáni Zsinat után; ford. Kovács Éva; Vigilia, Budapest, 1997
- Életerős zsinat; Jezsuita, Budapest, 2017 (Jezsuita könyvek. Isten és tudomány)
- A lélek terében. Közösségi elhatározások. Teológia és gyakorlat; közrem. Lukács József, Lukács János; Jezsuita, Budapest, 2020
- A lélek terében. A közösségi megkülönböztetés teológiája és gyakorlata; közrem. Lukács József, Lukács János; Jezsuita, Budapest, 2023

## Fordítás
Ez a szócikk részben vagy egészben  a   Ladislas Orsy című angol Wikipédia-szócikk ezen változatának fordításán alapul.  Az eredeti cikk szerkesztőit annak laptörténete sorolja fel. Ez a jelzés csupán a megfogalmazás eredetét és a szerzői jogokat jelzi, nem szolgál a cikkben szereplő információk forrásmegjelöléseként.